# بروس توماس (هنرپیشه)
بروس توماس (انگلیسی: Bruce Thomas؛ زادهٔ ۱۷ مهٔ ۱۹۶۱) یک بازیگر سینما اهل ایالات متحده آمریکا است.
از فیلم‌ها یا برنامه‌های تلویزیونی که وی در آن نقش داشته است می‌توان به لگالی بلاند، لگالی بلاند ۲: قرمز، سفید و بلوند، کایل ایکس‌وای و نابودی اشاره کرد.